# Josef Lugert
Josef Lugert (* 30. Oktober 1841 in Frohnau; † 17. Januar 1928 in Linz) war ein k.k. Musikinspektor, Professor und Lehrer von Franz Lehár und Jan Kubelík.
Im Alter von 24 Jahren wurde Lugert als Lehrer an das Prager Konservatorium berufen, wo er 51 Jahre lang tätig war. 1868/69 wurde er zum Professor ernannt. Er unterrichtete bis 1917 Klavierspiel und Harmonielehre.
1877 wurde Lugert zum Inspektor der Musikfachschulen Graslitz und Schönbach ernannt und erhielt den Auftrag zum Neuaufbau der Musikschulen in Petschau und Preßnitz. Ab 1905 wirkte er als k.k. Musikinspektor für alle deutschen Anstalten in Böhmen und Mähren.